# 미셸 포크
미셸 포크(Michele Pawk, 1961년 11월 16일~)는 미국의 배우, 가수, 연극 배우, 텔레비전 배우, 영화배우이다.

## 영화
- Law & Order : 성범죄전담반 1(1999년)
- 제프리(1995년)
- 흑전사 블랙 엔젤(1991년)
- 법과 질서(1990년)